# Блазень (фільм, 1988)
«Блазень» (рос. «Шут») — радянський художній фільм режисера Андрія Ешпая, знятий у 1988 році за мотивами однойменної повісті Юрія Вяземського, соціальна драма.

## Сюжет
Дія фільму відбувається в Москві. Користуючись інтелектуальною перевагою, підліток Валя Успенський витончено і безжально мстить оточуючим за малі і великі образи. Він вважає себе «психологом за покликанням», і, використовуючи особливу систему прийомів, які він називає «шутенами», юнак постійно проводить психологічні експерименти над навколишніми. Часом його розваги бувають досить жорстокими, з іншого боку неординарність юнака викликає інтерес з боку найсимпатичнішої однокласниці Ірини Богданової. Дівчина в свою чергу починає провокувати юнака — спершу пропонує йому вступити в інтимний зв'язок, а після відмови приводить Валю до своїх друзів, де усамітнюється з одним з них. Розсерджений, Успенський зухвало поводиться, чим викликає агресію до себе з боку господарів становища, і вони його б'ють. Повернувшись після цього додому, юнак в образливій формі демонструє своє невизнання цінностей своїх батьків — професора-японіста і його відданої дружини. Тепер в поле його інтересів потрапляє й молодий вчитель математики Ігор Олександрович, розум і тактовність якого належним чином вплинуть на хлопця. Валя вирішує створити пастку і для нього, однак тому вдається прорахувати логіку підлітка. У результаті юний інтелектуал зазнає свого найбільш нищівного програшу в звичайнісінькій, здавалося б, життєвій ситуації, яку підлаштувало йому саме життя, хоча б для того, щоб раз і назавжди провчити самозакоханого блазня.

## Ролі виконують
- Дмитро Весенський —  Валентин Успенський
- Марина Маєвська —  Ірина Богданова
- Ігор Костолевський —  вчитель математики Ігор Олександрович
- Генрієтта Єгорова —  завуч Анна Василівна
- Олена Євсеєнко —  Олена, мати Валі
- Анатолій Грачов —  Олег Михайлович Успенський, батько Валі
- Олександр Заболотський —  Малишев (любитель мурах)
- Василь Мічков —  Василь Пєтухов («Кока»)
- Андрій Семенов —  Владик Разумов
- Гелена Кирик —  Світлана Миколаївна («Мальвіна»)
- В'ячеслав Баранов —  Ігорьок (друг Богданової)
- Наталія Казначеєва —  психолог Наталія Михайлівна
- Ольга Жукова —  Ольга Олександрівна
- Володимир Плотников —  закрійник Володимир Семенович Пєтухов, батько Коки
- Михайло Мамаєв —  приятель «Коки», фарцовщик
- Галина Левченко —  бабуся в черзі до каси
- Ольга Беспалова —  керівник шкільного хору

## Знімальна група
- Автор сценарію:  Юрій Вяземський
- Режисер-постановник:  Андрій Ешпай
- Оператор-постановник:  Олександр Казаренсков
- Художник-постановник: Владислав Федоров
- Композитор:  Андрій Леденьов